# Ampelocalamus actinotrichus
Ampelocalamus actinotrichus är en gräsart som först beskrevs av Elmer Drew Merrill och Woon Young Chun, och fick sitt nu gällande namn av S.L.Chen T.H.Wen och Guo Ying Sheng. Ampelocalamus actinotrichus ingår i släktet Ampelocalamus och familjen gräs.
Artens utbredningsområde är Hainan (Kina). Inga underarter finns listade i Catalogue of Life.